# Balaka insularis
Espèce
Synonymes
- Drymophloeus samoensis (Rech.) Becc. ex Martelli
- Solfia samoensis  Rech. [1]

Statut de conservation UICN

 CR D : 
En danger critique

Balaka insularis est une espèce de plantes de la famille des Arecaceae. Ce palmier, endémique des Îles Samoa, a été identifié, à l'origine, sous le nom de Drymophloeus samoensis .

## Publication originale
- Nuovo Giornale Botanico Italiano n.s., 42: 44. 1935.